# Bogdan Kobulow
Bogdan Sacharowitsch Kobulow  (georgisch ბოგდან ქობულოვი, russisch Богда́н Заха́рович Кобу́лов; * 1. März 1904 in Tiflis, Gouvernement Tiflis, Russisches Kaiserreich; † 23. Dezember 1953 in Moskau) war ein sowjetischer Generaloberst des Innenministeriums und dessen Geheimdiensten sowie stellvertretender Innenminister der UdSSR. Nach dem Tod Stalins 1953 wurde er im Zuge der Entmachtung des Geheimdienstchefs Lawrenti Berias zum Tode verurteilt und hingerichtet.

## Leben
Bogdan Kobulow war enger Vertrauter Berias und wurde in den 1930er Jahren Volkskommissar für Inneres in der Georgischen SSR. Ab 1938 war er Leiter der Besonderen Untersuchungsabteilung des Volkskommissariats für Staatssicherheit (NKGB) der UdSSR, ab 1941 Stellvertreter des NKGB bzw. NKWD und ab 1943 Erster Stellvertreter des NKGB.
Von Mai 1947 bis 1949 war er Stellvertreter des Obersten Chefs der SMAD für Fragen der Tätigkeit sowjetischer Unternehmen in Deutschland und gleichzeitig stellvertretender Chef der Hauptverwaltung für sowjetisches Eigentum im Ausland beim Ministerrat der UdSSR.
Danach war er stellvertretender Vorsitzender der Sowjetischen Kontrollkommission in Deutschland (SKK) im Range eines Generalobersts.
Er war Kandidat der Zentralkomitees der KPdSU, nach Stalins Tod stieg Beria 1953 zum Innenminister auf und Bogdan Kobulow wurde erster stellvertretender Innenminister der UdSSR und Leiter der Hauptverwaltung für Staatssicherheit.
Im Dezember 1953 wurde er gemeinsam mit Beria wegen Hochverrats zum Tode verurteilt und erschossen. Ebenfalls erschossen wurde Generalleutnant Amajak Sacharowitsch Kobulow, der Bruder Bogdans.